# Хаята, Такудзи
Такудзи Хаята (яп. 早田卓次 Хаята Такудзи, 10 октября 1940) — японский гимнаст, олимпийский чемпион.
Родился в Танабэ префектуры Вакаяма; окончил университет Нихон.
В 1964 году на Олимпийских играх в Токио Такудзи Хаята завоевал золотые медали в упражнениях на кольцах и в командном первенстве. В 1970 году стал обладателем бронзовой медали чемпионата мира в упражнениях на перекладине.